# Гундакер фон Алтхан
Гундакар Лудвиг Йозеф фон Алтхан (на немски: Gundackar Ludwig Joseph Graf von Althann; * 15 май 1665, Цвентендорф ан дер Донау, Долна Австрия; † 28 декември 1747, Виена, Хабсбургска монархия) е граф от австрийския благороднически род фон Алтхан, императорски генерал, дипломат и дворцов строителен директор на имперските сгради.

## Живот
Той е вторият син (от 17 деца) на граф Йохан Кристоф фон Алтхан (1633 – 1706) и първата му съпруга Анна Франциска фон Лайминг (1638 – 1667).
Гундакар е офицер през Войната за испанското наследство (1701 – 1714) и през 6. Австрийско-турска война (1714 – 1718). През 1716 г. той става дворцов строителен директор.
Гундакар се жени през 1706 г. за графиня Мария Елизабет Вратислав фон Митровиц (* 1677; † 3 декември 1732), дъщеря на Франтишек Кристоф († 1689) и Мария Алжбета з Валдщайна († 1687). Те имат шест неженени деца.
Той си построява сл. 1706 г. замъка Голдбург в Мурщетен, също през 1732 г. „палат Алтхан“ във Виена.
След смъртта на съпругата си Мария Елизабет Гундакар се жени втори път на 14 август 1735 г. за първата си братовчедка графиня Анна Мария Вилхелмина фон Алтхан (* 7 септември 1703, Прага; † 6 декември 1754, Виена), вдовица на 4. княз Филип Хиацинт фон Лобковиц (1680 – 1734), дъщеря на граф Михаел Фердинанд фон Алтхан (1677 – 1733) и графиня Мария Елеонора Лазански з Букове (1678 – 1717). Бракът е бездетен.
Той умира без наследници на 82 години на 28 декември 1747 г. във Виена.

## Фамилия
Гундакар и Мария Елизабет Вратислав фон Митровиц имат децата:
- Каролина фон Алтхан (* ок. 1707; † пр. 1732)
- Йозеф Гундакар Антон фон Алтхан (* 16 януари 1709; † 1723)
- Йохан Венцел Франц фон Алтхан (* 11 август 1710; † пр. 1732)
- Елизабет фон Алтхан (* ок. 1712; † пр. 1732)
- Максимилиан фон Алтхан (* ок. 1713; † пр. 1732)
- Кристиан Карл фон Алтхан (* 1714; † 1715)